# Franken Challenge 2012
Il Franken Challenge 2012 è stato un torneo professionistico di tennis giocato sulla terra rossa. È stata la 26ª edizione del torneo che fa parte dell'ATP Challenger Tour nell'ambito dell'ATP Challenger Tour 2012. Si è giocato a Fürth in Germania dal 4 al 10 giugno 2012.

## Partecipanti

### Teste di serie
| Nazionalità | Giocatore             | Ranking* | Testa di serie |
| ----------- | --------------------- | -------- | -------------- |
| Ucraina     | Serhij Stachovs'kyj   | 84       | 1              |
| Slovenia    | Blaž Kavčič           | 99       | 2              |
| Germania    | Matthias Bachinger    | 100      | 3              |
| Germania    | Daniel Brands         | 105      | 4              |
| Italia      | Simone Bolelli        | 111      | 5              |
| Portogallo  | João Sousa            | 137      | 6              |
| Kazakistan  | Andrej Golubev        | 148      | 7              |
| Austria     | Andreas Haider-Maurer | 155      | 8              |

- Ranking al 28 maggio 2012.

### Altri partecipanti
Giocatori che hanno ricevuto una wild card:
- Kevin Krawietz
- Maximilian Marterer
- Alexander Ritschard
- Jan-Lennard Struff

Giocatori passati dalle qualificazioni:
- André Ghem
- David Guez
- Jurij Ščukin
- Marc Sieber

## Campioni

### Singolare
Blaž Kavčič ha battuto in finale  Serhij Stachovs'kyj con il punteggio di 6–3, 2–6, 6–2

### Doppio
Arnau Brugués-Davi /  João Sousa hanno battuto in finale  Rameez Junaid /  Purav Raja con il punteggio di 7–5, 6(4)–7, [11-9]